# 悲しみの忘れ方 Documentary of 乃木坂46
『悲しみの忘れ方 Documentary of 乃木坂46』（かなしみのわすれかた ドキュメンタリー オブ のぎざかフォーティーシックス）は、2015年の日本のドキュメンタリー映画。女性アイドルグループ乃木坂46初のドキュメンタリー映画である。

## 概要
当初は2015年5月に公開予定だったが「新たに追加取材したい人がいる」という理由で2015年7月10日に延期された。日本全国46スクリーンで公開され、2015年7月11日・12日の全国映画動員ランキングで初登場9位となった。2015年11月18日、Blu-ray・DVDが発売された。

## スタッフ
- 監督：丸山健志[5]
- 企画：秋元康[5]
- Special Appearance[6]
  - 安藤美雲
  - 岩瀬佑美子
  - 市来玲奈
  - 伊藤寧々
  - 柏幸奈
  - 西川七海
  - 畠中成良
  - 矢田里沙子
  - 大和里菜
  - 米徳京花
  - 松井玲奈
  - ナレーション：西田尚美
- 乃木坂46 Staff[6]
  - Total Produce：秋元康
  - A&R & Management in Chlef：今野義雄
  - A&R：吉田行孝、塩野恭介
  - Management：菊池政利、茂木徹、菊池友、野中佐紀子、小栗秀斗、渡邉恵美子、本橋亜美、小出真憂子、國見紗代、梅澤昌子、河野史果、富山幸世
- DOCUMENTARY of 乃木坂46 STAFF[5][6]
  - 製作：村松俊亮、北川謙二、大田圭二、秋元伸介、井上啓輔
  - エグゼクティブプロデューサー：窪田康志
  - プロデューサー：石原真、今野義雄、古澤佳寛、磯野久美子
  - ラインプロデューサー：金森孝宏、渡辺洋朗
  - アシスタントプロデューサー：上野裕平
  - プロダクションマネージャー：澤田憲志
  - プロダクションアシスタント：志田誉幸
  - プロダクションサポート：谷口雄治、新尚樹、松本貴久、市川剛、Feng Jenny、小野田祐紀
  - 音楽：袴田晃子、永井康章、スズキマサヒロ
  - 撮影監督：神戸千木
  - 撮影：田嶌誠、谷詩文、関森崇、上原宏光、志田誉幸
  - 編集：中里耕介、丸山健志
  - レコーディングディレクター：田中博信
- 製作委員会：2015「悲しみの忘れ方 Documentary of 乃木坂46」製作委員会[6]
  - 乃木坂46 LLC：村松俊亮、北川謙ニ、今野義雄、堀江隆久
  - 東宝：石原達也、塩入大介、上野裕平
  - Y&N Brothers：秋元伸介、磯野久美子
  - NHKエンタープライズ：佐渡岳利
- 制作：ノース・リバー[5]
- 制作協力：パレード・トウキョウ、ビジュアルノーツ[5]
- 配給：東宝映像事業部[6]

## 音楽

### 主題歌
- 「悲しみの忘れ方」（歌：乃木坂46、作詞：秋元康、作曲：近藤圭一、編曲：久下真音）[6]

### 挿入歌
- 「ぐるぐるカーテン」（歌：乃木坂46、作詞：秋元康、作曲：黒須克彦、編曲：湯浅篤）[6]
- 「おいでシャンプー」（歌：乃木坂46、作詞：秋元康、作曲：小田切大、編曲：TATOO）[6]
- 「せっかちなかたつむり」（歌：乃木坂46、作詞：秋元康、作曲：山本加津彦、編曲： 湯浅篤）[6]
- 「君の名は希望」（歌：乃木坂46、作詞：秋元康、作曲：杉山勝彦、編曲：杉山勝彦・有木竜郎）[6]
- 「ガールズルール」（歌：乃木坂46、作詞：秋元康、作曲：後藤康二、編曲：後藤康二）[6]
- 「あなたのために弾きたい」（歌：生田絵梨花、作詞：秋元康、作曲：近藤圭一、編曲：樫原伸彦）[6]
- 「ひとりよがり」（歌：西野七瀬、作詞：秋元康、作曲：杉山勝彦、編曲：杉山勝彦・有木竜郎）[6]
- 「fight」（歌：秋田県由利本荘市立本荘南中学校 吹奏楽部 作詞：YUI、作曲：YUI、編曲：COZZI）[6]